# Maurice Gemayel
Maurice Gemayel, né le 25 avril 1910 et mort le 31 octobre 1970, est un homme politique libanais, plusieurs fois ministre et député maronite du Metn, il est l’une des figures du parti Kataëb.

## Biographie
L'une des figures du parti Kataëb, fondé par son cousin Pierre Gemayel, il affiche des positions plus modérées que celles de la majorité des autres membres de son parti. Homme très cultivé, auteur de nombreux ouvrages et études, il est pionnier et visionnaire de la planification du Liban, dont il est ministre, imagine et développe des dizaines de projets dans son pays et dans le monde, comme la planification intégrale des eaux du Liban, la Cité de l'Homme, l'Institut des études palestiniennes en 1963 et le Conseil du développement du Sud en 1970, dont il est le premier président.
Délégué permanent du Liban auprès de l'Organisation des Nations unies pour l'alimentation et l'agriculture (FAO), il est président du conseil exécutif de cette organisation pendant deux mandats successifs de 1965 à 1969.
Victime d'une crise cardiaque survenue lors d'un discours au Parlement, il meurt quinze jours plus tard, le 31 octobre 1970, à l'âge de 60 ans.
C'est son neveu Amine Gemayel qui lui succède comme député du Metn.

## Famille
Il est le père de sept filles.Fait partie de la grande famille Gemayel libanaise